# 关嘉禄
关嘉禄（1943年4月—），满族，北京人，中国清史及满学专家。

## 生平
关嘉禄生于北京。初中和高中在北京市第二十六中学（原汇文中学）学习，1961年考入中央民族学院本科满文班。该班是中华人民共和国国务院总理周恩来亲自批示开办，全班仅20多名学生。1966年，关嘉禄所在班即将毕业时，突逢“文化大革命”爆发，这些学生被打成“十七年修正主义教育路线培养的苗子”，被迫改行。关嘉禄被派往沈阳，起初劳动锻炼一年，后在中学任教。文化大革命结束后，1978年9月，关嘉禄调入辽宁社会科学院开展清史和满学研究。
1978年底到1980年代初，关嘉禄在4年时间里，在辽宁省档案馆整理并翻译清朝东北地方军政机关的满文档案《黑图档》及《三姓档》。在此基础上，关嘉禄撰写了有关盛京内务府皇庄情况及黑龙江下游和库页岛民族和边疆问题的学术论文。他和日本学者神田信夫编译的《三姓副都统衙门满文档案译编》于1984年出版。
1980年代至1990年代初，关嘉禄同大连市图书馆等单位合作，与王多闻共同主持了国家少数民族古籍整理出版规划“七五”重点课题《大连市图书馆藏清代内阁大库散佚满汉文档案的发掘和整理》，整理出版了这批珍贵档案，其中还发现了有关曹雪芹家世的官方档案。